# Elgaria
Elgaria – rodzaj jaszczurek z podrodziny Gerrhonotinae w rodzinie padalcowatych (Anguidae).

## Zasięg występowania
Rodzaj obejmuje gatunki występujące w Kanadzie, Stanach Zjednoczonych i Meksyku.

## Systematyka

### Etymologia
Elgaria: J.E. Gray nie wyjaśnił etymologii nazwy rodzajowej.

### Podział systematyczny
Do rodzaju należą następujące gatunki:
- Elgaria cedrosensis
- Elgaria coerulea
- Elgaria kingii
- Elgaria multicarinata – aligatorowiec południowy[4]
- Elgaria panamintina
- Elgaria paucicarinata
- Elgaria velazquezi